# مساوات (روزنامه)
مساوات روزنامه‌ای تندرو و انقلابی در عصر مشروطه بود که در ۲۰ مهر ۱۲۸۶ به سردبیری سید محمدرضا مساوات و کمک عبدالرحیم خلخالی در تهران شروع به انتشار کرد. این روزنامه پس از انتشار مقالات تندی علیه محمدعلی شاه توقیف شد. مساوات پس از به توپ بستن مجلس از تهران فرار کرد و در تبریز انتشار این روزنامه را ادامه داد و پس از فتح تهران انتشار آن را در پایتخت دوباره آغاز کرد.
بر اساس آماری که ادوارد براون می‌دهد، تیراژ روزنامه مساوات به سه هزار نسخه می‌رسید.